# Petrus Löngren
Petrus Löngren, född 3 september 1717 i Västra Eneby församling, Östergötlands län, död 14 juni 1777 i Väderstads församling, Östergötlands län, var en svensk präst.

## Biografi
Petrus Löngren föddes 1717 i Västra Eneby församling. Han var son till komministern Anders Löngren. 1738 blev Löngren student vid Uppsala universitet och filosofie magister 1746. Han blev 1748 kollega i Norrköping och 1751 i Linköping. Löngren prästvigdes 12 juli 1752. 1759 blev han kyrkoherde i Orlunda socken och rektor i Vadstena. Den 17 maj 1775 blev Löngren kyrkoherde i Väderstads socken och tillträdde direkt. Löngren avled där 1777.

### Familj
Löngren gifte sig 8 januari 1754 med Maria Christina Kjernander (född 1735). Hon var dotter till prosten Andreas Kjernander i Lofta socken. De fick tillsammans barnen Brita Christina Löngren (1754–1758), Anders Löngren (1755–1775), informatorn Henrik Löngren (född 1759), Maria Sofia Löngren (född 1761), Brita Christina Löngren (född 1763), Gertrud Ulrika Löngren (född 1765), skeppsstyrmannen Johan Anton Löngren (född 1768), Anna Kajsa Löngren (1770–1846), sjömannen Anders Löngren (född 1775) och Nils Löngren (född 1777).